# Enhörna församling
Enhörna församling är en församling i Södertälje kontrakt i Strängnäs stift. Församlingen ligger i Södertälje kommun i Stockholms län och ingår i Södertälje pastorat.

## Administrativ historik
Församlingen bildades 1948 genom sammanslagning av Överenhörna församling och Ytterenhörna församling. Församlingen utgjorde till 2019 ett eget pastorat för att därefter ingå i Södertälje pastorat.

## Kyrkor
- Ytterenhörna kyrka
- Överenhörna kyrka